# Liste de musées au Canada
Pour les autres articles nationaux ou selon les autres juridictions, voir Liste des musées par pays.
Cet article présente une liste non exhaustive de musées au Canada, classés par province, puis par ville.

## Alberta

### Calgary
- Panthéon des sports canadiens

### Edmonton
- Galerie d'art de l'Alberta

### Autres villes
- Musée royal Tyrrell de paléontologie, à Drumheller
- Village du patrimoine culturel ukrainien, dans le comté de Lamont

## Colombie-Britannique

### Vancouver
- Galerie d'art de Vancouver
- Musée d'anthropologie
- Musée maritime de Vancouver

### Autres villes
- Canadian Museum of Flight à Langley
- Lieu historique national du parc Hatley, à Colwood
- Musée d'archéologie et d'ethnologie (Museum of Archaeology and Ethnology), à Burnaby
- Observatoire fédéral d'astrophysique, à Saanich

## Île-du-Prince-Édouard

### Charlottetown
- Centre des arts de la Confédération

### Autres villes
- Musée acadien de l'Île-du-Prince-Édouard, à Miscouche

## Manitoba
- Marine Museum of Manitoba

### Winnipeg
- Galerie d'art de Winnipeg
- Musée canadien des droits de la personne
- Musée de Saint-Boniface
- Western Canada Aviation Museum

## Nouveau-Brunswick

### Bouctouche
- Musée de Kent

### Edmundston
- Musée historique du Madawaska

### Fredericton
- Galerie d'art Beaverbrook
- Kings Landing

### Moncton
- Musée de Moncton
- Musée acadien

### Saint-Andrews
- Centre des sciences de la mer Huntsman
- Musée Ross Memorial

### Saint-Jean
- Musée du Nouveau-Brunswick

### Autres villes
- Aquarium et centre marin du Nouveau-Brunswick, à Shippagan
- Chemin de fer Salem & Hillsborough, à Hillsborough
- Parc Héritage, à Metepenagiag
- Maison Otho-Robichaud, à Néguac
- Musée des cultures fondatrices (ex Musée des Papes), à Grande-Anse
- Village historique acadien, à Caraquet

## Nouvelle-Écosse

### Halifax
- Édifice de l'Amirauté (musée naval de Halifax)
- Musée des beaux-arts de la Nouvelle-Écosse
- Musée canadien de l'immigration du Quai 21
- Musée maritime de l'Atlantique

### Autres villes
- Musée des Acadiens des Pubnicos, à Pubnico

## Ontario

### Ottawa
- Diefenbunker
- Maison Laurier
- Moulin Watson
- Musée de l'aviation du Canada
- Musée des beaux-arts du Canada
- Musée canadien de la guerre
- Musée canadien de la nature
- Musée canadien de la photographie contemporaine
- Musée des sciences et de la technologie du Canada

### Toronto
- Musée Bata de la chaussure
- Centre des sciences de l'Ontario
- Enoch Turner School
- Musée des beaux-arts de l'Ontario
- Musée Gardiner
- Musée royal de l'Ontario
- Temple de la renommée du hockey

### Hamilton
- Canadian Warplane Heritage Museum
- Temple de la renommée du football canadien

### Kingston
- Musée maritime des Grands Lacs
- Villa Bellevue

### Autres villes
- Musée canadien du canot
- Palais de justice et ancienne prison de L'Orignal
- Musée de Clarence-Rockland
- Eldon House
- Galerie d'art de Sudbury

## Saskatchewan

### Regina
- Musée royal de la Saskatchewan

### Autres villes
- Batoche
- Homestead Motherwell, à Abernethy
- Minoterie Esterhazy à Esterhazy
- Saskatchewan Western Development Museum, à Moose Jaw, North Battleford, Saskatoon et Yorkton

## Terre-Neuve-et-Labrador
- Grange de pierre de Brigus, à Brigus